# Irvine (Skotland)
 For alternative betydninger, se Irvine. (Se også artikler, som begynder med Irvine)
Irvine (skotsk: Irvin, skotsk gælisk: Irbhinn) er en by der ligger på Firth of Clydes kyst i North Ayrshire, Skotland. I 2011 havde byen 33.698 indbyggere, hvilket gør det til den største by i North Ayrshire.
Irvine er administrationcenter og sæde for North Ayrshire Council, der har sit hovedkvarter i Cunninghame House. Irvine var Skotlands militære hovedstad i 1100-tallet, og hovedkvarter for Lord High Constable of Scotland, Hugh de Morville. Det var også hovedstad for Cunninghame og ligeledes Skotlands første hovedstad for David 1., Robert 2. og Robert 3.
En del af det moderne Irvine indeholder den længst beboede landsby i Europa. Dreghorn, en selvstændig landsby i udkanten af Irvine, har arkæologiske rester, der daterer tilbage til de første mennesker i Skotland i den ældre stenalder. Der er adskillige voldsteder fra jernalderen omkring Dreghorn.
Byen har været klassificeret som Royal Burgh fra 1372.
Byen var engang tilholdssted for Skotlands nationalpoet Robert Burns, som to gader i byen er opkaldt efter ham: Burns Street og Burns Crescent. Der er også rygter om at Marie Stuart kortvarigt boede på Seagate Castle. Den årlige festival Marymass, afholdes 15. august. Museet The Big Idea er et videnskabsmuseum uden for byen.
To af Skotlands førsteministre er født i Irvine, Jack McConnell (2001–2007) og Nicola Sturgeon (2014–2023).